# Bazolles
Bazolles é uma comuna francesa na região administrativa de Borgonha-Franco-Condado, no departamento Nièvre. Estende-se por uma área de 28,89 km². Em 2010 a comuna tinha 290 habitantes (densidade: 10 hab./km²).